# Charly-sur-Marne
Charly-sur-Marne è un comune francese di 2 792 abitanti situato nel dipartimento dell'Aisne della regione dell'Alta Francia.
Il comune si è chiamato Charly, fino al 7 luglio 2006. Il motivo del cambiamento di denominazione in Charly-sur-Marne nel 2006 fu quello di eliminare l'ambiguità con gli omonimi dei dipartimenti della  Cher e del Rodano.
Vi morì il pittore Eugène Buland (1852-1926).

## Storia
Nell'858, Carlo il Calvo, concesse il diritto a stabilirsi all'abbazia femminile di Notre-Dame di Soissons, che comprendeva vasti territori di signoria di Carlo, fino alla Rivoluzione francese.
Nel 1749, la parrocchia di Drachy fu riunita a quella di Charly-sur-Marne.
Prima della rivoluzione francese del 1789, Charly non era comune. Il villaggio era gestito dal prevosto, dell'abbazia di Notre-Dame de Soissons. Nel 1792, l'antico vicario di Charly ne è divenuto sindaco.
Durante la prima guerra mondiale, un ospedale militare fu organizzato a Charly

### Simboli
La spiga di grano richiama l'agricoltura e il grappolo d'uva l'attività vitivinicola del territorio; le onde simboleggiano la Marna; il pastorale e i gigli ricordano che Charly fu dominio dell'abbazia di monache benedettine di Notre Dame di Soissons la cui badessa era figlia di Francia e di sangue reale.

## Società

### Evoluzione demografica
Abitanti censiti